# Ellipsorylon ellipsoideus
Ellipsorylon ellipsoideus is een keversoort uit de familie dwerghoutkevers (Cerylonidae). De wetenschappelijke naam van de soort werd in 1962 gepubliceerd door Pope.